# Mappowder

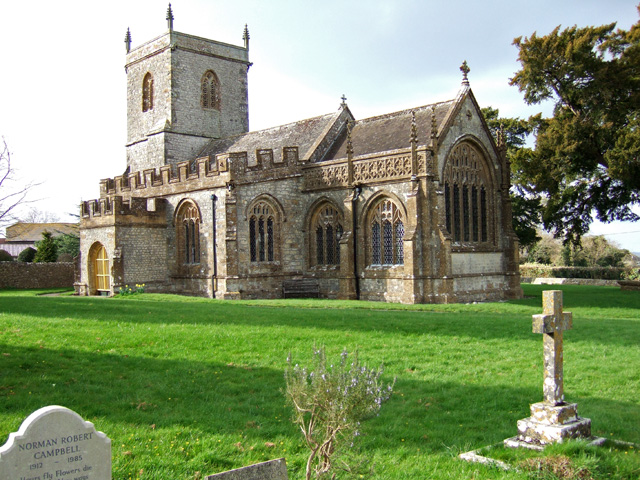

Mappowder es un pueblo ubicado en el norte del condado de Dorset (Inglaterra, Reino Unido), situado en un valle conocido como Blackmore Vale, unos 14 km al sureste de la localidad de Sherborne. En el año 2001, Mappowder tenía una población de 137 habitantes.